# Leonid Kutjma
Leonid Danylovytj Kutjma (ukrainsk: Леонід Данилович Кýчма) (født 9. august 1938) var den anden præsident i Ukraine fra 19. juli 1994 – 23. januar 2005.
Stigende kritik af Kutjma kombineret med beskyldninger af hans involvering i flere korruptionsskandaler, valgsvindel, involvering i mordet på en kritisk journalist og stribevis af andre skandaler, som han alle benægtede, resulterede dog i at hans popularitet faldt såvel i Ukraine som i udlandet. På grund af den stigende kritik fra Vesten vendte han sig mod Rusland som sin allierede ud fra hans såkaldte "multivector" baserede udenrigspolitik, som Kutjma fremhævede var en afbalancering mellem østlige og vestlige interesser.